# 仙台市立荒巻小学校
仙台市立荒巻小学校（せんだいしりつ あらまきしょうがっこう）は、宮城県仙台市青葉区荒巻神明町にある公立小学校である。2021年の児童数は340人、15学級、（特別支援学級3学級を含む）教職員25人。

## 概要
仙台市の青葉区の荒巻地区に小学校がある。昭和30年頃、荒巻地区の児童は通町小学校まで通わなければならず荒巻地区への小学校設置の気運が高まり、荒巻小学校が開校した。

## 所在地
- 仙台市青葉区荒巻神明町21-1

## 沿革
出典
- 1957年（昭和32年）9月15日 - 仙台市立通町小学校より分離開校。
- 1968年（昭和43年）4月1日 - 仙台市立中山小学校が分離開校。
- 1969年（昭和44年）4月1日 - 仙台市立北仙台小学校が分離開校。

## 学区
出典
- 青葉町（13番、16～18番）
- あけぼの町（1～5番、6番、7番の一部、8～14番）
- 荒巻神明町（全域）
- 荒巻中央（1～18番）
- 荒巻本沢1丁目（11～19番）
- 荒巻本沢2丁目（全域）
- 荒巻本沢3丁目（1～7番）
- 菊田町（全域）
- 北山1丁目（20～24番）
- 北山2丁目（3番、4番の一部、6～8番、9番の一部、10～13番）
- 堤町2丁目（1番の一部、2番、4～9番、10番、11番の一部、14～21番）
- 葉山町（2～15番）
- 山手町（全域）

## 進学先
出典
公立中学校に進学する場合
- 仙台市立三条中学校 - 上記学区から、次述の北仙台中学校の通学区域を除いた地域から通う児童の進学先
- 仙台市立北仙台中学校 - あけぼの町（6番、7番の一部を除く）、荒巻神明町（1番、2番、17～19番、26番）、荒巻中央、堤町2丁目（1番の一部、2番、4～9番、10番、11番の一部、14～21番）、葉山町（2～15番）から通う児童の進学先

## 周辺
- JR東日本仙山線 - 線路はすぐ近くだが、北山駅は、やや離れている。
- 宮城県道264号大衡仙台線
- 梅田川
- なお、学校周辺には中小規模の公園が点在するほか、梅田川の北側には商業施設が、JR仙山線の南側には北山霊園や輪王寺などの寺院が、それぞれ点在する。

## アクセス
- 仙台市営バス「80」・「800・S800」・「810」・「815・S815」・「X817・S817」の各系統で、「山手町」停留所下車後、
  - 東北大学病院・川内駅・市営バス川内営業所前・仙台駅方面行のりばから、徒歩約200m・約3分。
  - 桜ガ丘七丁目・西中山・市営バス実沢営業所前・泉ビレジ四丁目方面行のりばから、徒歩約215m・約3分。
- JR仙山線北山駅から、徒歩約800m・約12分。